# Mike McNamee
Michael "Mike" McNamee (født 23. september 1992) er en canadisk ishockeyspiller. Han spiller i øjeblikket for Aalborg Pirates.